# Liste der Landschaftsschutzgebiete in Oberhausen

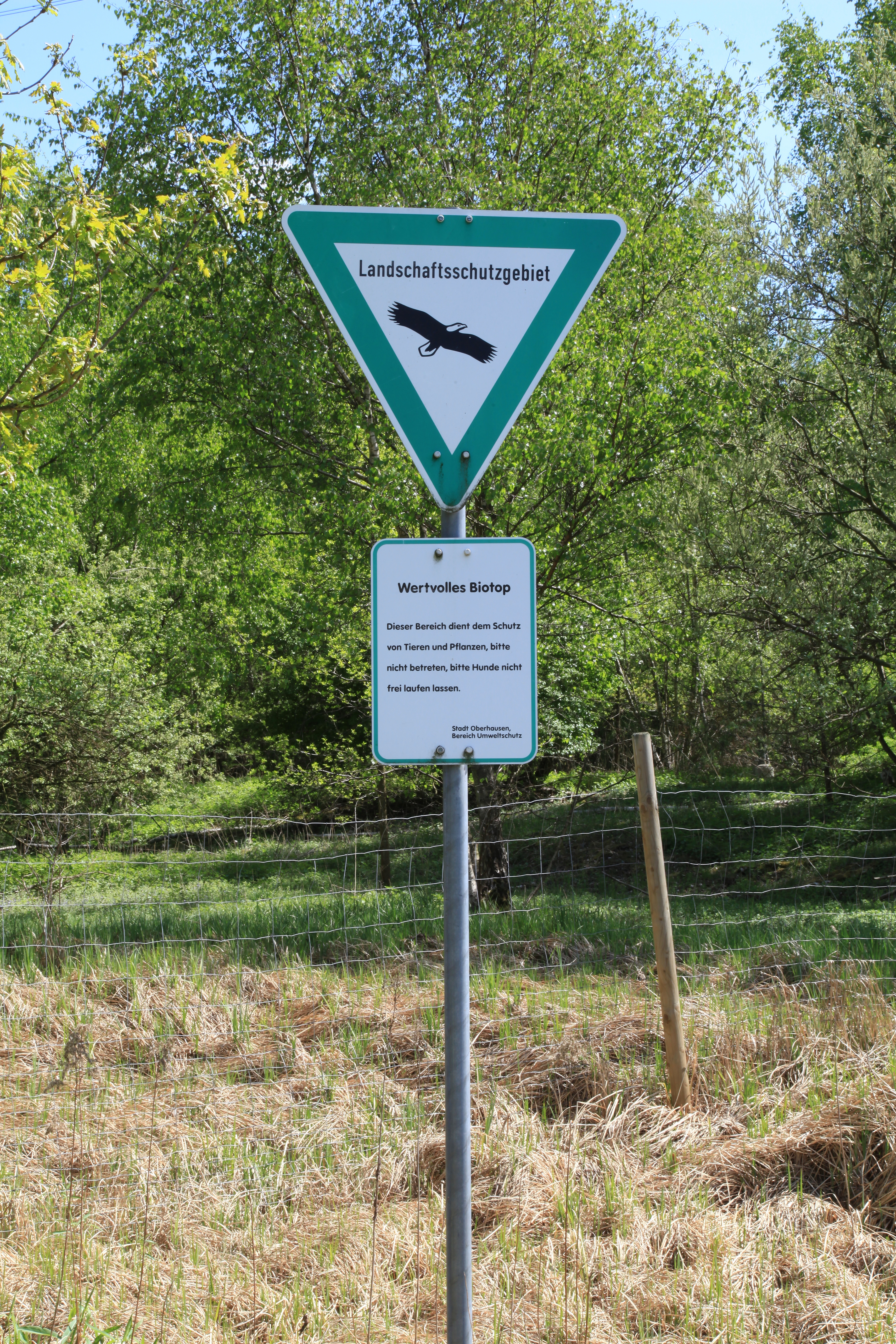
LSG-Schild in Oberhausen

Die Liste der Landschaftsschutzgebiete in Oberhausen enthält die Landschaftsschutzgebiete der kreisfreien Stadt Oberhausen in Nordrhein-Westfalen.

## Liste
| Bild | Kennung       | Name                                           | Fläche [ha] | WDPA-ID   | Koordinaten | seit |
| ---- | ------------- | ---------------------------------------------- | ----------- | --------- | ----------- | ---- |
|      | LSG-4406-0009 | LSG-Hühnerheide – Waldhuck                     | 252,0816    | 555554051 | Position    | 1996 |
|      | LSG-4406-0010 | LSG-Sterkrade-Nord und Schlägerheide           | 175,0383    | 555554052 | Position    | 1996 |
|      | LSG-4406-0011 | LSG-Sterkrader Wald – Dunkelschlag             | 153,9807    | 555554053 | Position    | 1996 |
|      | LSG-4406-0012 | LSG-Lohfeld                                    | 61,7621     | 555554054 | Position    | 1996 |
|      | LSG-4406-0013 | LSG-Elsenbruch                                 | 11,651      | 555554055 | Position    | 1996 |
|      | LSG-4407-0001 | LSG-Alsbachtal und Volkspark Sterkrade         | 61,5306     | 555554063 | Position    | 1996 |
|      | LSG-4407-0002 | LSG-Reinersbachtal                             | 40,4439     | 555554064 | Position    | 1996 |
|      | LSG-4407-0003 | LSG-Immenhöfchen und Königshardt               | 93,5399     | 555554065 | Position    | 1996 |
|      | LSG-4407-0005 | LSG-Volksgarten Osterfeld                      | 10,2475     | 555554067 | Position    | 1996 |
|      | LSG-4407-0007 | LSG-Burg Vondern                               | 7,6279      | 555554069 | Position    | 1996 |
|      | LSG-4407-0008 | LSG-Klosterhardt – Elpenbachtal                | 35,617      | 555554070 | Position    | 1996 |
|      | LSG-4407-0009 | LSG-Stadtwald Osterfeld – Revierpark Vonderort | 55,3444     | 555554071 | Position    | 1996 |
|      | LSG-4506-0001 | LSG-Ruhrpark – Ruhraue                         | 48,7685     | 555554297 | Position    | 1996 |
|      | LSG-4507-0001 | LSG-Grafenbusch                                | 62,6976     | 555554325 | Position    | 1996 |
|      | LSG-4507-0002 | LSG-Kaisergarten                               | 25,4584     | 555554326 | Position    | 1996 |
|      | LSG-4507-0003 | LSG-Zeche Vondern                              | 27,8815     | 555554327 | Position    | 1996 |
|      | LSG-4507-0004 | LSG-Ripshorst                                  | 49,5237     | 555554328 | Position    | 1996 |
|      | LSG-4507-0005 | LSG-Hausmannsfeld – Knappenhalde               | 18,8587     | 555554329 | Position    | 1996 |